# Аранча Чавес
Аранча Чавес (30 січня 1991) — мексиканська стрибунка у воду.
Учасниця Олімпійських Ігор 2012, 2020 років.